# Thabang Molefe
Thabang Molefe (ur. 11 kwietnia 1979 w Potchefsproom) – południowoafrykański piłkarz występujący na pozycji obrońcy.

## Kariera klubowa
Thabang Molefe zawodową karierę rozpoczynał w sezonie 1999/2000 w Jomo Cosmos. Wystąpił wówczas w trzynastu ligowych pojedynkach, jednak w kolejnych rozgrywkach na boisku pojawiał się już znacznie częściej. Przez cztery sezony spędzone w Jomo Cosmos Molefe razem z zespołem nie odnosił żadnych sukcesów. Jego największym osiągnięciem było zajęcie czwartego miejsca w południowoafrykańskiej pierwszej lidze w 2001 i 2002 roku.
Łącznie dla ekipy „Ezenkosi” Molefe rozegrał 102 mecze, po czym latem 2003 roku przeprowadził się do Francji, gdzie został zawodnikiem Le Mans. Z nową drużyną zajął przedostatnie miejsce w tabeli Ligue 1 i spadł do drugiej ligi. W trakcie rozgrywek 2004/2005 wychowanek Jomo Cosmos zdecydował się powrócić do kraju. Ostatecznie podpisał kontrakt z Orlando Pirates, w barwach którego w 2006 roku zakończył karierę.

## Kariera reprezentacyjna
W reprezentacji Republiki Południowej Afryki Molefe zadebiutował 13 marca 2001 roku w zremisowanym 1:1 spotkaniu przeciwko Mauritiusowi. W 2002 roku Jomo Sono powołał go do 23–osobowej kadry RPA na mistrzostwa świata. Na mundialu w Korei Południowej i Japonii popularni „Bafana Bafana” zajęli trzecie miejsce w swojej grupie i odpadli z turnieju. Na mistrzostwach Molefe pełnił rolę rezerwowego i wystąpił tylko w przegranym 2:3 pojedynku z Hiszpanią, kiedy to w 80. minucie zmienił Lucasa Radebe. Ostatni mecz w kadrze rozegrał w czerwcu 2004 roku. Łącznie dla drużyny narodowej zanotował 20 występów.